# Автобусный переулок (Санкт-Петербург)
Авто́бусный переулок — переулок в Приморском районе Санкт-Петербурга. Проходит от Автобусной улицы до промышленной зоны в районе Долгоозёрной улицы.

## История
Название дано по располагающемуся неподалёку Автобусному парку № 2, присвоено 7 июля 1993 года.

## Транспорт
Ближайшая станция метро — Комендантский проспект.